# パインハウス湖
パインハウス湖はカナダのサスカチュワン州にある湖。チャーチル川の途中にある湖の一つ。北方村パインハウスが湖西岸にある。
チャーチル川はサンディ湖からパインハウス湖北西部へ流れ込み、北東部からサンドフライ湖へ流れ出している。。他には南から流入するスムースストーン川などがある。